# لورانس فيري
لورانس فيري (بالإنجليزية: Lawrence Phiri)‏ هو لاعب كرة قدم زامبي في مركز الوسط، ولد في 4 أبريل 1987 في زامبيا. شارك مع منتخب زامبيا لكرة القدم. أما مع النوادي، فقد لعب مع غرين بافالوز.

## وصلات خارجية
- لورانس فيري على موقع قاعدة بيانات كرة القدم.إي يو (الإنجليزية)
- لورانس فيري على موقع ناشيونال فوتبول تيمز (الإنجليزية)